# Björn Lindgren
Björn Lindgren (ur. 4 grudnia 1980 r.) – szwedzki snowboardzista. Nie startował na mistrzostwach świata, ani na igrzyskach olimpijskich. W Pucharze Świata, w sezonie 2001/2002 triumfował w klasyfikacji big air.
W 2003 r. zakończył karierę.

## Sukcesy

### Puchar Świata

#### Miejsca w klasyfikacji generalnej
- 2001/2002 - -
- 2002/2003 - -

#### Miejsca na podium
1. Berlin – 26 października 2002 (big air) - 1. miejsce